# Everybody Else Is Doing It, So Why Can’t We?
| Оценки критиков               | Оценки критиков |
| Источник                      | Оценка          |
| ----------------------------- | --------------- |
| AllMusic                      | [ 10 ]          |
| Entertainment Weekly          | B               |
| The Irish Times               | [ 2 ]           |
| Los Angeles Times             | [ 12 ]          |
| NME                           | 6/10            |
| Pitchfork Media               | 8.5/10          |
| Q                             | [ 15 ]          |
| The Rolling Stone Album Guide | [ 16 ]          |
| Select                        | [ 17 ]          |
| Slant Magazine                | [ 18 ]          |
| The Village Voice             | A−              |

Everybody Else Is Doing It, So Why Can’t We? (с англ. — «Все это делают, так почему мы не можем?») — дебютный студийный альбом группы The Cranberries, выпущен 1 марта 1993 года.

## Об альбоме
Диск был записан на Windmill Lane Studio в Дублине и был готов в октябре 1992 года. Весь материал для альбома был полностью написан вокалисткой Долорес О’Риордан и гитаристом Ноэлом Хоганом.
Продюсером диска выступил Стивен Стрит. Альбом сопровождался выпуском 2-х синглов.
Дебютник группы достиг первой строчки британских и ирландских чартов.
В конце 1995 года Everybody Else Is Doing It, So Why Can’t We? занял 50-ю позицию в списке самых продаваемых альбомов Австралии.
Альбом вышел на 18-е место Billboard 200, превышая по продажам более 5 миллионов копий.

## Список композиций
Все тексты написаны Долорес О’Риордан, вся музыка написана Долорес О’Риордан и Ноэлом Хоганом, кроме дорожек 5, 10, 11 — Долорес О’Риордан.
| №                   | Название            | Длительность |
| ------------------- | ------------------- | ------------ |
| 1.                  | «I Still Do»        | 3:17         |
| 2.                  | «Dreams»            | 4:32         |
| 3.                  | «Sunday»            | 3:30         |
| 4.                  | «Pretty»            | 2:16         |
| 5.                  | «Waltzing Back»     | 3:38         |
| 6.                  | «Not Sorry»         | 4:20         |
| 7.                  | «Linger»            | 4:34         |
| 8.                  | «Wanted»            | 2:07         |
| 9.                  | «Still Can't...»    | 3:40         |
| 10.                 | «I Will Always»     | 2:42         |
| 11.                 | «How»               | 2:51         |
| 12.                 | «Put Me Down»       | 3:33         |
| Общая длительность: | Общая длительность: | 40:54        |

| №                   | Название                             | Длительность |
| ------------------- | ------------------------------------ | ------------ |
| 13.                 | «Reason»                             | 2:02         |
| 14.                 | «Them»                               | 3:42         |
| 15.                 | «What You Were»                      | 3:41         |
| 16.                 | «Liar»                               | 2:22         |
| 17.                 | «Pretty» (Pret a Porter Movie Remix) | 3:41         |
| 18.                 | «How» (Radical Mix)                  | 2:58         |
| Общая длительность: | Общая длительность:                  | 59:34        |